# Le Pin, Loire-Atlantique
Le Pin är en kommun i departementet Loire-Atlantique i regionen Pays de la Loire i nordvästra Frankrike. Kommunen ligger i kantonen Saint-Mars-la-Jaille som tillhör arrondissementet Ancenis. År 2022 hade Le Pin 829 invånare.

## Befolkningsutveckling
Antalet invånare i kommunen Le Pin
| Referens: INSEE |